# Ферхайн, Зигфрид
Зигфрид Ферхайн (нем. Siegfried Verhein; 1 октября 1897 — 30 июня 1963) — генерал-лейтенант сухопутных войск нацистской Германии, в годы Второй мировой войны командир 551-й и 28-й пехотных дивизий вермахта.

## Биография
Родился 1 октября 1887 года в Галькове (район коммуны Лёссин). Сын Юлиуса Ферхайна, владельца рыцарской мызы. Службу начал в Прусской армии 2 июля 1915 года в звании фаненюнкера в 38-м Передне-Померанском артиллерийском полку, 4 сентября 1916 года произведён в лейтенанты (старшинство с 13 июля 1915 года). В годы ПМВ служил офицером артиллерийской батареи, ордонанс-офицером, адъютантом по вопросам снабжения и командиром батареи. Награждён Железными крестами 2-го и 1-го класса, на момент окончания войны был ордонанс-офицером при штабе 3-й пехотной дивизии.
С 1 октября 1919 года Ферхайн нёс службу в рейхсвере в звании лейтенанта (по документам начало его службы отсчитывалось с 1 августа 1916 года). Позже был командиром 2-й артиллерийской бригады рейхсвера. Весной 1920 года переведён во 2-й артиллерийский полк рейхсвера в связи с сокращением вооружённых сил Германии до 200 тысяч человек, позже служил во 2-м Прусском артиллерийском полку (при сокращении рейхсвера до 100 тысяч человек) как офицер батареи, служил до 1924 года во 2-й батарее полка. Летом 1925 года произведён в оберлейтенанты (старшинство с 1 апреля 1925 года), служил во 2-й батарее в Штеттине. С 1 октября 1926 года — адъютант 1-го отделения 2-го артиллерийского полка в Штеттине, 31 июля 1930 года уволен с действительной службы рейхсвера.
Позже Ферхайн продолжил нести службу на померанской границе. 1 марта 1934 года вернулся на активную службу в звании капитана (трудовой стаж с 1 апреля 1933 года). Служил во 2-м артиллерийском полку, после преобразования рейхсвера в вермахт был назначен командиром батареи Штеттинского артиллерийского полка. 15 октября 1935 года стал командиром батареи в преобразованном 2-м артиллерийском полку, с 1 октября 1936 года преподавал тактику в Дрезденском военном училище, 1 января 1937 года произведён в майоры. В училище работал до его закрытия летом 1939 года и начала Второй мировой войны; на тот момент был также владельцем родового имения Гальков площадью 279 га.
С начала сентября 1939 года — в распоряжении командования сухопутных войск (OKH), работал в Управлении кадров сухопутных войск (HPA). 1 апреля 1940 года произведён в подполковники, 5 марта 1941 года назначен командиром 4-го отдела (артиллерийского) 1-й группы Управления кадров сухопутных войск. 1 февраля 1942 года произведён в полковники, с 1 июля 1943 года — командир 32-го артиллерийского полка. Позже командовал частью 32-й пехотной дивизии на северном участке Восточного фронта. С 15 февраля 1944 года — командир 94-го гренадерского полка 32-й пехотной дивизии. 11 июля 1944 года был назначен командиром новой 551-й пехотной дивизии вермахта. В августе 1944 года направлен с дивизией в Литву, в начале сентября 1944 года в течение нескольких дней его обязанности исполнял полковник Шмидт. 12 сентября 1944 года снова принял командование 551-й гренадерской дивизией, а 1 октября был произведён в генерал-майоры, став в итоге командиром 551-й фольксгренадерской дивизии.
В конце октября 1944 года генерал-майор Ферхайн участвовал с дивизией в обороне Мемеля, а позже отступал с дивизией в Восточную Пруссию. В ходе Мемельской операции его дивизия была несколько раз разбита; после отступления держал оборону при Либау. Согласно воспоминаниям генерала 43-й советской армии Афанасия Белобородова, в ночь перед началом Мемельской операции разведгруппа обнаружила штаб 551-й дивизии: Ферхайн якобы отмечал своё повышение в звании, устроив пьянку. Белобородов и начальник разведуправления 43-й армии полковник Пантелеймон Шиошвили иронически заметили, что «так и дивизию пропить недолго», а после начала операции и разгрома дивизии Шиошвили предоставил Белобородову протоколы допроса пленных 551-й дивизии со словами о генерале «Пропил-таки он дивизию».
28 февраля 1945 года генерал-майор Ферхайн был награждён Рыцарским крестом Железного креста, 1 апреля того же года произведён в генерал-лейтенанты. В том же месяце отступил в направлении Пиллау с остатками 551-й фольксгренадерской дивизии, уйдя затем в направлении косы Фрише-Нерунг; 19 апреля был ранен. До конца войны командовал 28-й егерской дивизией, образованной из остатков 551-й фольксгренадерской дивизии. 28 апреля 1945 года Ферхайн был взят в плен советскими войсками в Данциге. 14 июля 1949 года военный трибунал войск МВД Новгородской области признал Ферхайна виновным в военных преступлениях и приговорил его к 25 годам лишения свободы с отбыванием наказания в ИТЛ. 8 октября 1955 года он был передан властям ФРГ в качестве неамнистированного преступника и освобождён. Имущество Ферхайна на территории ГДР было конфисковано в пользу государства, сам он отбывал наказание в Воркуте (по другим данным, на февраль 1954 года находился в одном из лагерей Среднего Урала). Умер 30 июня 1963 года в Вайльроде.
Среди документов оперативного отдела штаба 3-й танковой армии, хранящихся в Центральном архиве Министерства обороны, присутствуют документы с пометкой расследование в отношении командира 551-й народно-гренадерской дивизии, генерал-майора Зигфрида Ферхайна.

## Награды
- Железный крест 2-го и 1-го класса
- Почётный крест ветерана войны с мечами
- Медаль «За выслугу лет в вермахте» 4-го, 3-го и 2-го класса (18 лет)
- Крест «За военные заслуги»
  - 2-го класса с мечами (20 апреля 1941)
  - 1-го класса с мечами (25 ноября 1944)
- Пряжка к Железному кресту
  - 2-го класса (4 декабря 1943)
  - 1-го класса (24 декабря 1943)
- Рыцарский крест Железного креста — 28 февраля 1945 (генерал-майор, командир боевой группы 551-й фольксгренадерской дивизии)[6]